# Purabá
Purabá es un distrito del cantón de Santa Bárbara, en la provincia de Heredia, de Costa Rica.

## Historia
Purabá fue creado el 2 de septiembre de 1976 por medio de Decreto Ejecutivo 6370-G. Segregado de Santo Domingo.

## Geografía
Purabá cuenta con un área de 6,14 km² y una altitud media de 1240 m s. n. m.

## Demografía
Para el año 2022, Purabá cuenta con una población estimada de 6101 habitantes, y para el último censo efectuado, en 2011, Purabá contaba con una población de 4573 habitantes.

## Localidades
- Cabecera: Zetillal
- Barrios: Marías, Purabá, San Bosco.
- Poblados: Calle Quirós (parte), Común (parte), Lajas.

## Transporte

### Carreteras
Al distrito lo atraviesan las siguientes rutas nacionales de carretera:
- Ruta nacional 126
- Ruta nacional 127